# Рюккерсдорф (Средняя Франкония)
Рюккерсдорф (нем. Rückersdorf) — община  в Германии, в Республике Бавария.
Подчиняется административному округу Средняя Франкония. Входит в состав района Нюрнберг. Население составляет 4475 человек (на 31 декабря 2010 года). Занимает площадь 3,57 км². Региональный шифр — 09 5 74 154. Местные регистрационные номера транспортных средств (коды автомобильных номеров) (нем. Kraftfahrzeugkennzeichen) — LAU.

## Население

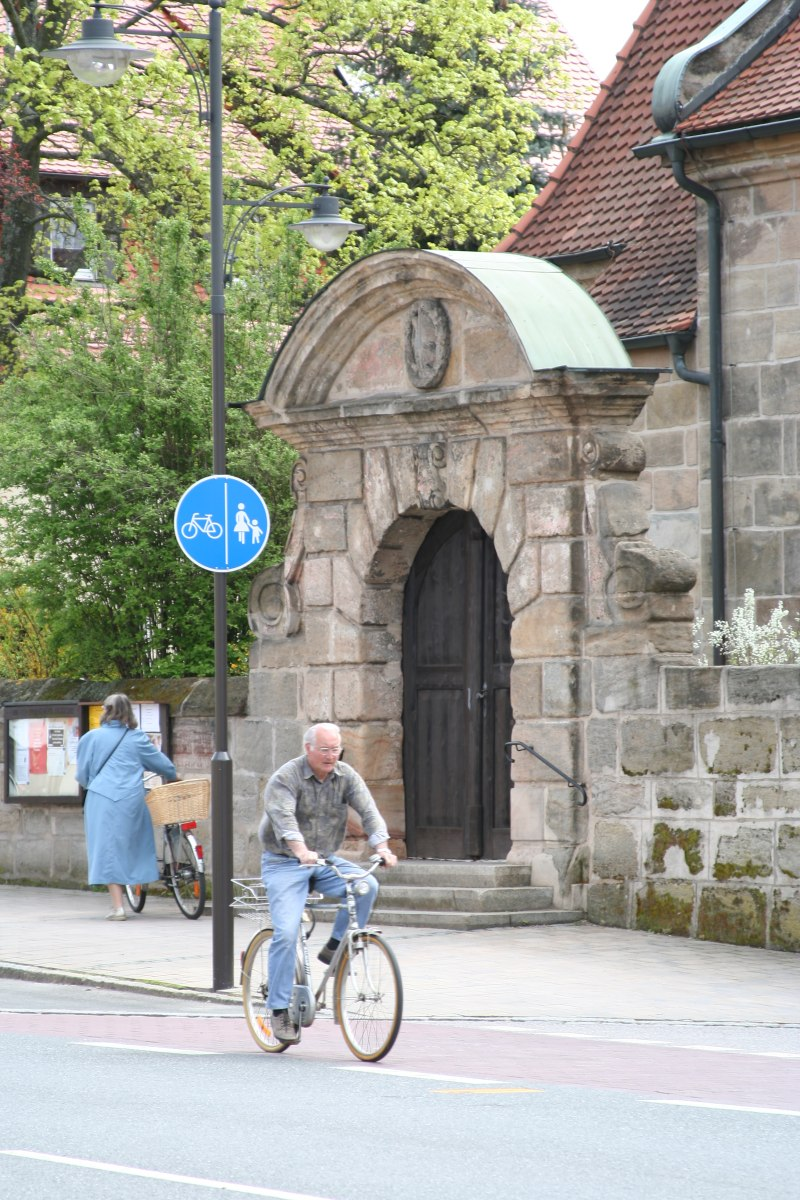
Рюккерсдорф (Средняя Франкония)

По оценке на 31 декабря 2015 года население общины составляет 4533 чел.
| Дата      | 1840 | 1871 | 1900 | 1925 | 1939 | 1950 | 1961 | 1970 | 1987 | 2011 |
| --------- | ---- | ---- | ---- | ---- | ---- | ---- | ---- | ---- | ---- | ---- |
| Население | 544  | 591  | 798  | 1263 | 1689 | 2821 | 3598 | 4023 | 4020 | 4422 |

| Год       | 1960 | 1970 | 1980 | 1990 | 2000 | 2009 | 2010 | 2011 | 2012 | 2013 | 2014 | 2015 |
| --------- | ---- | ---- | ---- | ---- | ---- | ---- | ---- | ---- | ---- | ---- | ---- | ---- |
| Население | 3539 | 3997 | 4116 | 4106 | 4455 | 4458 | 4475 | 4410 | 4417 | 4475 | 4413 | 4533 |